# Confrérie de Saint-Côme et de Saint-Damien

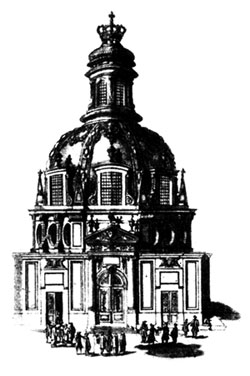
Gravure de l'amphithéâtre d'anatomie de Saint-Cosme à Paris en 1694 qui subsiste au 5, rue de l'École-de-Médecine

La confrérie de Saint-Côme et de Saint-Damien mise en place par saint Louis au XIIIe siècle, est la première association professionnelle de chirurgiens en France. Elle est dissoute après la fondation de l'académie royale de chirurgie en 1731.

## Histoire

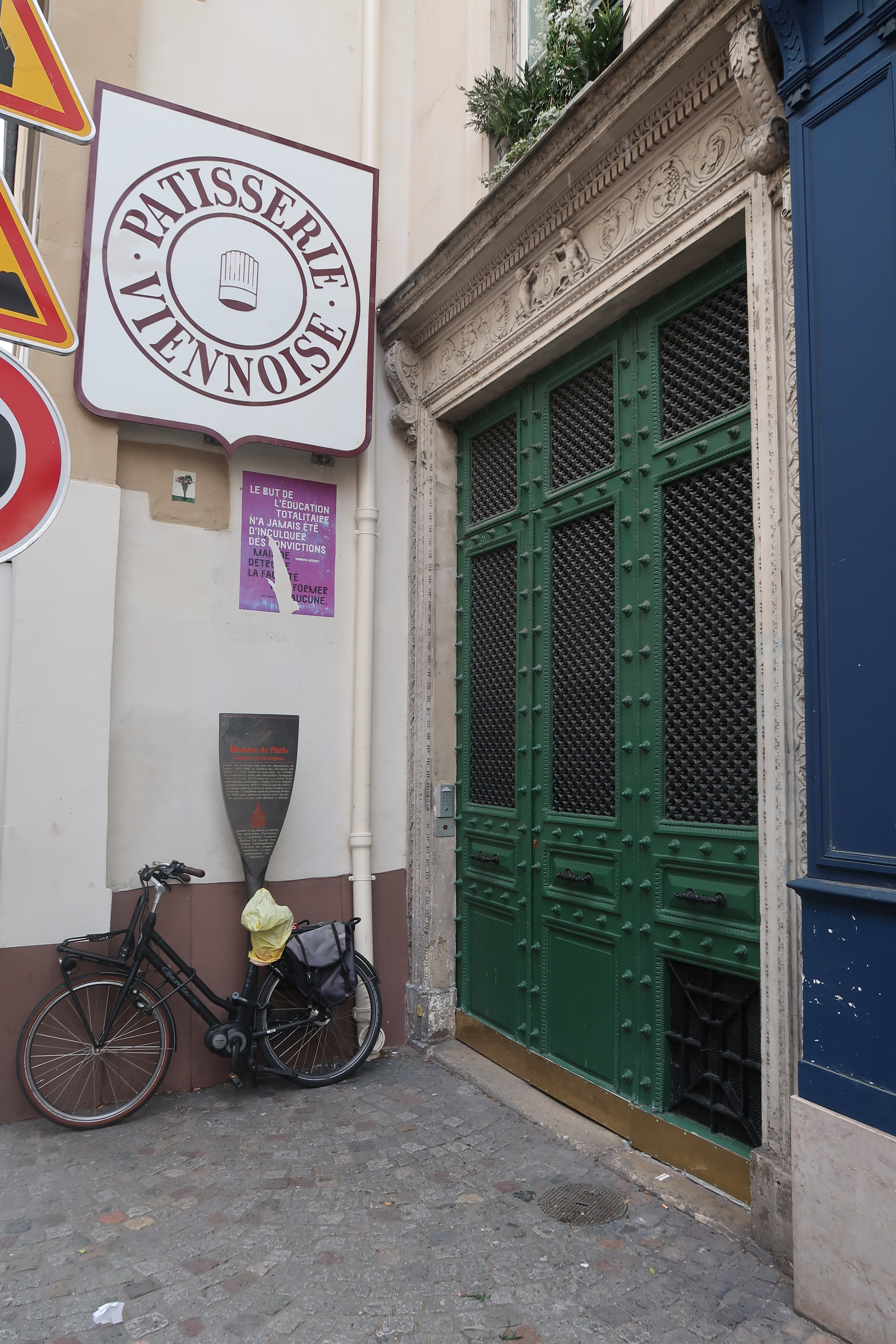
Panneau Histoire de Paris au no 6 de la rue de l'École-de-Médecine.

Jusqu'au XIIIe siècle, la profession de chirurgien n'était pas clairement distinguée de celle de barbier. Elles étaient toutes deux considérées comme des métiers manuels nécessitant peu d'instruction et apprises le plus souvent en assistant un proche. Les médecins, au contraire, étaient tenus pour instruits, et détenteurs d'une culture livresque acquise au cours d'études poursuivies dans une école de médecine.
Jean Pitard, premier chirurgien de Saint Louis, en créant la confrérie de Saint-Côme et de Saint-Damien, distingue les chirurgiens de « robe longue » qui doivent désormais passer un examen devant leurs pairs avant d'exercer, des chirurgiens de « robe courte », ou barbiers chirurgiens, qui ne sont plus chargés que des interventions minimes.
Le premier acte authentique, attestant cette distinction, est l'édit de Phillippe le Bel, de novembre 1311. Il est de fait possible que l'attribution de la création de la confrérie à Louis IX, de même que le titre de Jean Pitard de "médecin de Saint Louis" soient erronés. L'incertitude sur la date de naissance de Jean Pitard ne permet pas de statuer clairement sur le sujet.
La confrérie et son collège s'installent dans les dépendances de l'église Saint-Côme-Saint-Damien construite en 1255 à proximité du couvent des Cordeliers.
En 1437, les membres de la confrérie obtiennent le droit de suivre les cours des écoles de médecine.
En 1616 la confrérie obtient l'autorisation de d'organiser des dissections publiques pour ses élèves. Elle élève un petit local dans le charnier de l'église Saint-Côme.
De 1622 à 1666, le collège Saint-Côme accueille la Bibliothèque du roi.
En 1656, la confrérie des chirurgiens à robe longue fusionne avec la confrérie des barbiers, mais les activités de ces derniers sont limitées (raser, saigner et accoucher).
De 1691 à 1694, face à l'affluence d'élèves, la confrérie obtient un terrain du couvent des Cordeliers, et y élève l'amphithéâtre d'anatomie de Saint-Cosme, seul vestige du collège subsistant de nos jours, l'église Saint-Côme-Saint-Damien ayant été détruite en 1836.
En 1743, les deux confréries se séparent à nouveau.
En 1748, Louis XV crée l'Académie royale de chirurgie à la demande de son chirurgien Germain Pichault de La Martinière et la confrérie des chirurgiens de robe longue est dissoute. L'amphithéâtre est alors mis à la disposition de la nouvelle académie.
En 1775, les chirurgiens emménagent au 12, rue de l'École-de-Médecine. Les bâtiments du collège Saint-Côme sont alors attribués à l'École royale gratuite de dessin et, de nos jours, à l'UFR d'anglais de l'université Sorbonne-Nouvelle.

## Membres
- Jehan Yperman
- Germain Pichault de La Martinière
- Robert Bunon
- Jean Bienaise

### Sources et bibliographie
- Pierre-louis Laget, « L'amphithéâtre d'anatomie de la communauté des chirurgiens de Paris sis rue des Cordeliers », in Bulletin Monumental, 1998-4, p. 369-384, (lire en ligne).
- Chirurgiens de St Cosme ou de robe longue : [chronologie des actes importants jalonnant l'histoire de la chirurgie de 1311 à 1660] [texte manuscrit ou tapuscrit]. - [s.d. (> 1660)]. - papier manuscrit (16 ff.) ; 33 cm + 2 ff., 26 cm. Catalogue de la Société d'Histoire et d'Archéologie de Senlis
- Michel Bonadé Bottino, « Jean Pitard et la Confrérie de Saint Côme et Sant Damien », 2017, mémoire de masterclass d'histoire de la médecine (en ligne).